# 111-es busz (Budapest)
A budapesti 111-es jelzésű autóbusz Budapest II. és III. kerületében, a Batthyány tér és az Óbuda, Bogdáni út között közlekedik, Zöldmál térségnek biztosít közvetlen metrókapcsolatot. A járatot a Budapesti Közlekedési Zrt. üzemelteti.
A járat csak munkanapokon a reggeli és délutáni csúcsidőben jár. A viszonylat útvonalát teljes egészében lefedi a Batthyány tértől a Verecke lépcső megállóhelyig a 11-es, a Verecke lépcső megállóhely és a Kolosy tér között a 29-es, a Kolosy tér és Óbuda, Bogdáni út között pedig a 9-es busz.
Éjszaka a járat vonalán a 931-es autóbuszjárat közlekedik.

## Története
A 111-es járatot 2009. augusztus 24-én indították el a Batthyány tér és a Kolosy tér között. Útvonala a Batthyány tér és a Csatárka út között a 11-es, a Törökvész út és a Kolosy tér között pedig a 29-es busszal egyezik meg. A járattal a zöldmáli térségnek is lett közvetlen metrókapcsolata.
2016. január 16-án a budai fonódó villamoshálózat átadásakor útvonala hosszabbodott, a Kolosy tértől Óbuda, Bogdáni útig továbbközlekedik, részben pótolva a megszűnt 86-os buszt.
2020. április 1-jén a koronavírus-járvány miatt bevezették a szombati menetrendet, ezért a vonalon a forgalom szünetelt. Az intézkedést a zsúfoltság miatt már másnap visszavonták, így április 6-ától újra a tanszüneti menetrend van érvényben, a szünetelő járatok is újraindultak.

## Útvonala
| Óbuda, Bogdáni út felé |
| Batthyány tér M+H vá. – Bem rakpart – Csalogány utca – Fazekas utca – Horvát utca – Margit körút – Keleti Károly utca – Bimbó út – Alsó Törökvész út – Törökvész út – Csatárka út – Zöld lomb utca – Zöldmáli lejtő – Felső Zöldmáli út – Pusztaszeri út – Szépvölgyi út – Kolosy tér – Bécsi út – Lajos utca – Pacsirtamező utca – Szentendrei út – Bogdáni út – Óbuda, Bogdáni út vá. |
| Batthyány tér felé |
| Óbuda, Bogdáni út vá. – Bogdáni út – Szentendrei út – Pacsirtamező utca – Lajos utca – Kolosy tér – Szépvölgyi út – Pusztaszeri út – Felső Zöldmáli út – Zöldmáli lejtő – Zöld lomb utca – Csatárka út – Törökvész út – Alsó Törökvész út – Bimbó út – Keleti Károly utca – Margit körút – Horvát utca – Fazekas utca – Csalogány utca – Fő utca – Batthyány tér M+H vá.                |

## Megállóhelyei
| 0  | Batthyány tér M+H végállomás | 38 | 19, 41 11, 39                                                                        |
| 2  | Fazekas utca                 | 36 | 11, 39                                                                               |
| 4  | Horvát utca                  | 35 | 11                                                                                   |
| 6  | Mechwart liget               | 33 | 4, 6, 17 11                                                                          |
| 7  | Füge utca                    | 32 | 11                                                                                   |
| 8  | Rét utca                     | 31 | 11                                                                                   |
| 9  | Ady Endre utca               | 30 | 11                                                                                   |
| 10 | Tapolcsányi utca             | 29 | 11                                                                                   |
| 11 | Eszter utca                  | 28 | 11                                                                                   |
| 12 | Vend utca                    | 27 | 11                                                                                   |
| 13 | Pusztaszeri körönd           | 26 | 11, 91, 291                                                                          |
| 14 | Baba utca                    | 25 | 11                                                                                   |
| 15 | Móricz Zsigmond Gimnázium    | 24 | 11                                                                                   |
| 16 | Tömörkény utca               | 23 | 11                                                                                   |
| 17 | Verecke lépcső               | ∫  | 11, 29                                                                               |
| 17 | Verecke lépcső               | 22 | 11, 29                                                                               |
| 18 | Pitypang utca                | 20 | 29                                                                                   |
| 19 | Zöldkert út                  | 19 | 29                                                                                   |
| 20 | Csalit utca                  | 18 | 29                                                                                   |
| 21 | Zöldmáli lejtő               | 16 | 29                                                                                   |
| 22 | Szemlő-hegyi-barlang         | 16 | 29                                                                                   |
| 23 | Alsó Zöldmáli út             | 15 | 29                                                                                   |
| 24 | Pusztaszeri út 25.           | 14 | 29                                                                                   |
| 25 | Felhévízi utca               | 13 | 29                                                                                   |
| 26 | Ürömi utca                   | 12 | 29, 65, 65A, 165                                                                     |
| 27 | Kolosy tér                   | 11 | 17, 19, 41 9, 29, 65, 65A, 165                                                       |
| 29 | Kolosy tér                   | ∫  | 9, 29                                                                                |
| 30 | Nagyszombat utca             | ∫  | 9, 29                                                                                |
| ∫  | Galagonya utca               | 9  | 9                                                                                    |
| 32 | Tímár utca                   | 7  | 9, 29                                                                                |
| 34 | Kiscelli utca                | 5  | 9, 29                                                                                |
| 35 | Flórián tér                  | 3  | 1, 1A 9, 29, 34, 106, 118, 134, 137, 218, 237 800, 815, 820, 821, 830, 832, 840, 848 |
| 37 | Raktár utca                  | 2  | 9, 34, 106, 118, 134                                                                 |
| ∫  | Bogdáni út                   | 1  | 9, 34, 106, 118, 134                                                                 |
| 39 | Óbuda, Bogdáni út végállomás | 0  | 9, 118                                                                               |